# Aisha Taymur

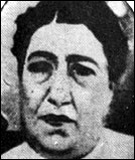
Aisha Taymur (1840-1902)

Aisha E'ismat Taymur (tiếng Ả Rập: عائشة عصمت تيمور‎ hoặc Aisha al-Taymuriyya عائشة التيمورية‎; 1840 Từ1902) là một nhà hoạt động xã hội Ai Cập, một nhà thơ, tiểu thuyết gia và một nhà nữ quyền  trong thời đại Ottoman. Bà hoạt động vào đầu thế kỷ 19 trong các lĩnh vực quyền phụ nữ. Các tác phẩm của bà xuất hiện trong một khoảng thời gian mà phụ nữ ở Ai Cập nhận ra rằng họ đang bị tước đi một số quyền mà Hồi giáo cấp cho họ.

Trong đánh giá của Mervat Fayez Hatem, 
Taymur đã sử dụng tác phẩm tiểu thuyết, bình luận xã hội và thơ ca của mình để mở rộng định nghĩa về quá trình xây dựng quốc gia bao gồm các tầng lớp xã hội khác nhau, các nhóm dân tộc và phụ nữ thuộc các thế hệ và quốc gia khác nhau. Trong nỗ lực chân thành này, bà đã có thể biến đổi tầng lớp xã hội rất nhỏ của mình đưa họ vào phục vụ cộng đồng lớn hơn. Như vậy, bà ấy xứng đáng, không chỉ từ thơ của bà ấy, tựa đề "Finest of Her Class", đó là một bản dịch của tựa đề thơ của bà ấy,  Hilyat al-Tiraz .

 Taymur được tưởng niệm bằng cách một trong những miệng núi lửa mới được phát hiện trên hành tinh Venus được đặt theo tên của bà. 

## Cuộc sống cá nhân

### Đầu đời
Taymur là con gái của Isma'il Taymur, một thành viên của đoàn tùy tùng Hoàng gia Thổ Nhĩ Kỳ. Cha bà đã cung cấp cho Taymur một nền giáo dục và khi ông qua đời, bà được giáo dục bởi anh trai mình, Ahmed Pasha Taymur. Năm 14 tuổi, Taymur kết hôn và chuyển đến Istanbul.

### Giáo dục
Chống lại những nỗ lực dạy thêu của mẹ Taymur, cha của Taymur đã dạy cô bé Kinh Qur'an, Luật học Hồi giáo, Ả Rập, Thổ Nhĩ Kỳ và Ba Tư. Cha bà cũng dạy cô sáng tác, nơi bà bắt đầu sự nghiệp văn chương của mình bằng thơ bằng cả ba ngôn ngữ đã học. Taymur được dành riêng cho giáo dục nhưng vì giới tính ở Ai Cập, bà bị hạn chế chỉ học ở nhà. Taymur lên tiếng về sự tức giận của bà với sự phân biệt trong các bài thơ khi chỉ 13 tuổi. Năm 14 tuổi, bà từ bỏ việc học và viết lách khi kết hôn với Mahmud Bey al-Islambuli. Sau cái chết của con gái, cha và chồng, bà trở về Ai Cập, nơi bà học với các nữ gia sư về chủ đề sáng tác thơ.

### Gia đình
Taymur sinh ra trong một gia đình văn học; anh trai của bà Ahmed Pasha Taymur là một nhà nghiên cứu và tiểu thuyết gia. Bà cũng có hai cháu trai: Mohammad Taymur, một nhà viết kịch và Mahmoud Taymur, một tiểu thuyết gia.
Cha của Taymur luôn muốn cung cấp cho con gái mình sự giáo dục đầy đủ. Taymur kết hôn vào năm 1854 khi bà 14 tuổi với Mahmud Bey al-Islambuli, một người Thổ Nhĩ Kỳ đáng chú ý và cùng chồng đến Istanbul. Năm 1873, con gái của Taymur, Tawhida, chết vì một căn bệnh không rõ. Cha bà mất năm 1882, theo sát là cái chết của chồng vào năm 1885, khiến bà trở về Ai Cập, nơi bà tiếp tục viết lách. Những bài thơ của bà để tang con gái được coi là hay nhất trong thể loại đó trong thời hiện đại.

## Hoạt động
Sau cái chết của chồng và con gái, Taymur bắt đầu những bài viết của mình ủng hộ quyền của phụ nữ. Các tác phẩm của bà ra đời vào thời điểm chuyển đổi kinh tế xã hội của Ai Cập nơi phụ nữ nhận ra họ đang bị tước mất các quyền mà Hồi giáo trao cho họ. Taymur được gọi là "mẹ của nữ quyền Ai Cập". Bà đã làm việc với các nữ trí thức và các nhà hoạt động khác để vận động giáo dục, làm công tác từ thiện và thách thức chủ nghĩa thực dân. Đây là sự khởi đầu của sự phát triển sớm cho phong trào nữ quyền Ai Cập.

## Viết lách
Taymur viết thơ bằng tiếng Ả Rập, tiếng Thổ Nhĩ Kỳ và tiếng Ba Tư. Bà được cho là có ảnh hưởng cơ bản đến sự xuất hiện của văn bản phụ nữ Ả Rập. Cuốn sách mười sáu trang vào năm 1892 của bà, Mir'at alTa'mulfi al-Umur (Một tấm gương phản chiếu về một số vấn đề hay, một cách hùng hồn hơn, The Mirror of Contemplation) đã diễn giải lại Kinh Koran để cho rằng nó ít mang tính gia trưởng hơn so với yêu cầu của người Hồi giáo mà truyền thống nghĩ.

### Các tác phẩm
- Hilyat al-tiraz [Decorative Embroidery] (bằng tiếng Ả Rập). Cairo. 1884.{{Chú thích sách}}:  Quản lý CS1: địa điểm thiếu nhà xuất bản (liên kết)
- Nata'ij al-ahwal fi-l-aqwal wa-al-af'al [The Consequences of Circumstances in Words and Deeds] (bằng tiếng Ả Rập). Cairo. 1887.{{Chú thích sách}}:  Quản lý CS1: địa điểm thiếu nhà xuất bản (liên kết)
- Mir'at al-ta'ammul fi-l-umur [The Mirror of Contemplation] (bằng tiếng Ả Rập). Cairo. 1892.{{Chú thích sách}}:  Quản lý CS1: địa điểm thiếu nhà xuất bản (liên kết) Mir'at al-ta'ammul fi-l-umur [The Mirror of Contemplation] (bằng tiếng Ả Rập). Cairo. 1892.{{Chú thích sách}}:  Quản lý CS1: địa điểm thiếu nhà xuất bản (liên kết) Tiểu luận.

## liên kết ngoài
- Tạp chí sinh thái chính trị: Nghiên cứu trường hợp trong lịch sử và xã hội Lưu trữ ngày 28 tháng 5 năm 2013 tại Wayback Machine